# روي فيس
روي فيس (بالإنجليزية: Roy Face)‏ هو لاعب كرة قاعدة أمريكي، ولد في 20 فبراير 1928 في Stephentown, New York ‏ في الولايات المتحدة.

## وصلات خارجية
- روي فيس على موقع دوري كرة القاعدة الرئيسي (الإنجليزية)
- روي فيس على موقعبيزبول رفرنس.كوم (الدوري الرئيسي) (الإنجليزية)
- روي فيس على موقعبيزبول رفرنس.كوم (الدوري الثانوي) (الإنجليزية)
- روي فيس على موقع جمعية أبحاث البيسبول الأمريكية (الإنجليزية)
- روي فيس على موقع إي إس بي إن.كوم (أم.أل.بي) (الإنجليزية)
- روي فيس على موقع مشجعي الرسوم البيانية (الإنجليزية)